# Monica (film, 2022)
A Monica 2022-es olasz–amerikai filmdráma, amelyet Andrea Pallaoro és Orlando Tirado forgatókönyvéből Pallaoro rendezett. A főbb szerepekben Trace Lysette, Patricia Clarkson, Emily Browning és Adriana Barraza látható.
A film világpremierje a 79. Velencei Nemzetközi Filmfesztiválon volt 2022. szeptember 3-án, az Amerikai Egyesült Államokban 2023. május 12-én mutatta be az IFC Films. Magyarországon az HBO Maxen jelent meg 2024. március 22-én.

## Cselekmény
Egy transznemű nő, Monica 20 év után először tér vissza az Egyesült Államok középnyugati részén található régi otthonába. Ott akarja ápolni súlyosan beteg édesanyját, Eugéniát. Szembesül családja többi tagjával is, akiktől tinédzserként elszakadt. Monica életét fájdalom, félelem, de bátorság is jellemzi. A film olyan témákat dolgoz fel, mint az elhagyatottság, az öregedés, az elutasítás, az elfogadás és a megbocsátás. A nő megpróbál erőt gyűjteni ahhoz, hogy begyógyítsa saját múltjának sebeit.

## Szereplők
| Szerep  | Színész           | Magyar hang          |
| ------- | ----------------- | -------------------- |
| Monica  | Trace Lysette     | Báthory Orsolya      |
| Eugenia | Patricia Clarkson | Kubik Anna           |
| Laura   | Emily Browning    | Csifó Dorina         |
| Leticia | Adriana Barraza   | Zsurzs Kati          |
| Paul    | Joshua Close      | Csík Csaba Krisztián |
| Benny   | Leland Pittman    | Eredeti hang         |
| Benny   | Brennan Pittman   | Eredeti hang         |

### Magyar változat
- Főcím: Korbuly Péter
- Magyar szöveg: Gyarmati Ádám
- Hangmérnök és vágó: Géczy Levente
- Gyártásvezető: Kassai Zsuzsa
- Szinkronrendező: Pesti Zsuzsanna
- Produkciós vezető: Jávor Barbara

A szinkront a Direct Dub Studios készítette el.

## A film készítése
2016-ban Trace Lysette jelentkezett a címszerepre, amit megnyert, emellett vezető producerként is közreműködött.
2020 szeptemberében Patricia Clarkson, Trace Lysette, Anna Paquin és Adriana Barraza csatlakozott a film szereplőgárdájához, a filmet Andrea Pallaoro rendezte Orlando Tiradóval közösen írt forgatókönyvéből. 2021 júniusában Emily Browning csatlakozott a stábhoz Paquin helyett, aki ütemezési problémák miatt kilépett a projektből.
A forgatás 2021 júniusában kezdődött.

## Bemutató
A film világpremierje a 79. Velencei Nemzetközi Filmfesztiválon volt 2022. szeptember 3-án, ahol Lysette 11 perces álló ovációban részesült az alakításáért. Az olasz Arthouse forgalmazó (az I Wonder Pictures kiadója) 2022. december 1-jére tűzte ki az olasz mozipremier dátumát. 2022 decemberében az IFC Films megvásárolta a film forgalmazási jogait. Az Egyesült Államokban 2023. május 12-én jelent meg.